# Niels van der Zwan
Cornelis Pieter „Niels” van der Zwan (ur. 25 czerwca 1967 w Scheveningen) – holenderski wioślarz, mistrz olimpijski.
Niels van der Zwan był uczestnikiem Letnich Igrzysk Olimpijskich 1996 w Atlancie, podczas których wraz ze swoją drużyną zajął 1. miejsce w konkurencji ósemek.

## Osiągnięcia
| Rok  | Zawody               | Miasto         | Miejsce | Konkurencja          |
| ---- | -------------------- | -------------- | ------- | -------------------- |
| 1990 | mistrzostwa świata   | Tasmania       | 2.      | czwórka bez sternika |
| 1991 | mistrzostwa świata   | Wiedeń         | 5.      | czwórka bez sternika |
| 1992 | igrzyska olimpijskie | Barcelona      | 5.      | czwórka bez sternika |
| 1993 | mistrzostwa świata   | Račice         | 5.      | czwórka bez sternika |
| 1994 | mistrzostwa świata   | Indianapolis   | 2.      | ósemka               |
| 1995 | mistrzostwa świata   | Tampere        | 2.      | ósemka               |
| 1996 | igrzyska olimpijskie | Atlanta        | 1.      | ósemka               |
| 1999 | mistrzostwa świata   | St. Catharines | 5.      | ósemka               |
| 2000 | igrzyska olimpijskie | Sydney         | 8.      | ósemka               |